# Gary Condit

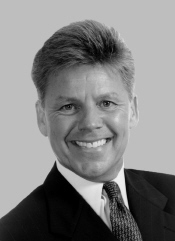
Gary Condit

Gary Adrian Condit (* 21. April 1948 in Salina, Mayes County, Oklahoma) ist ein US-amerikanischer Politiker. Zwischen 1989 und 2003 vertrat er den Bundesstaat Kalifornien im US-Repräsentantenhaus.

## Werdegang
Gary Condit besuchte bis 1970 das Modesto Junior College und danach bis 1972 das California State College in Turlock. Danach begann er als Mitglied der Demokratischen Partei eine politische Laufbahn. Zwischen 1972 und 1976 war er Gemeinderat in Ceres. Von 1974 bis 1976 amtierte er dort auch als Bürgermeister. Zwischen 1976 und 1982 gehörte er dem Kreisrat im Stanislaus County an; von 1982 bis 1989 saß er als Abgeordneter in der California State Assembly.
Nach dem Rücktritt des Abgeordneten Tony Coelho wurde Condit bei der fälligen Nachwahl für den 15. Sitz von Kalifornien als dessen Nachfolger in das US-Repräsentantenhaus in Washington, D.C. gewählt, wo er am 12. September 1989 sein neues Mandat antrat. Nach sechs Wiederwahlen konnte er bis zum 3. Januar 2003 im Kongress verbleiben. Seit 1993 vertrat er dort als Nachfolger von Richard H. Lehman den 18. Wahlbezirk seines Staates. In seine Zeit als Kongressabgeordneter fielen die Terroranschläge am 11. September 2001, der Irakkrieg und der Militäreinsatz in Afghanistan. Condit war zeitweise Mitglied im Geheimdienstausschuss. Im Jahr 2002 gab er beim Ausschlussverfahren gegen den Kongressabgeordneten James Traficant aus Ohio die einzige Gegenstimme ab. Die Abstimmung endete 420:1 für einen Ausschluss des Beschuldigten.

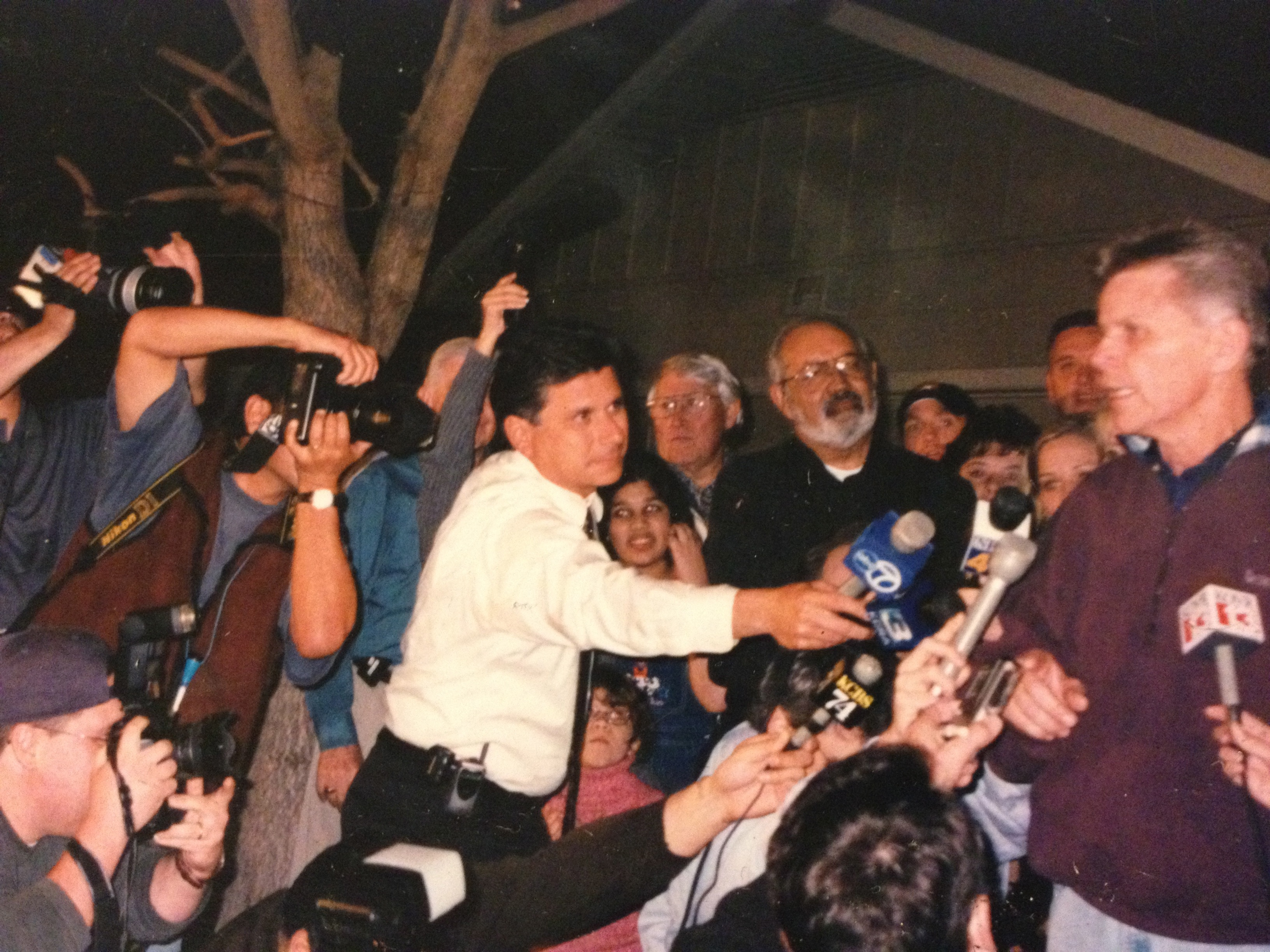
Reporter mit Gary Condit (17. August 2001)

Im Jahr 2001 geriet er selbst in die Schlagzeilen. Es wurde bekannt, dass er mit einer dann verschwundenen Frau namens Chandra Levy ein Verhältnis hatte. Später wurde die Leiche der Frau gefunden, die Opfer eines Mordes wurde. Dabei gab es in der Presse Spekulationen, Condit könnte mit dieser Tat etwas zu tun haben. Dagegen klagte er auf Verleumdung. Schließlich wurde ein anderer Mann gefasst und verurteilt, aber später wieder freigelassen, da der Belastungszeuge gegen ihn gelogen hatte. Somit ist der Fall ungelöst. Condits politische Laufbahn war wegen dieser Angelegenheit beendet.
Nach dem Ende seiner Zeit im US-Repräsentantenhaus zog Condit nach Arizona, wo er eine Eisdiele betrieb, die aber in Konkurs ging.